# Стрикс

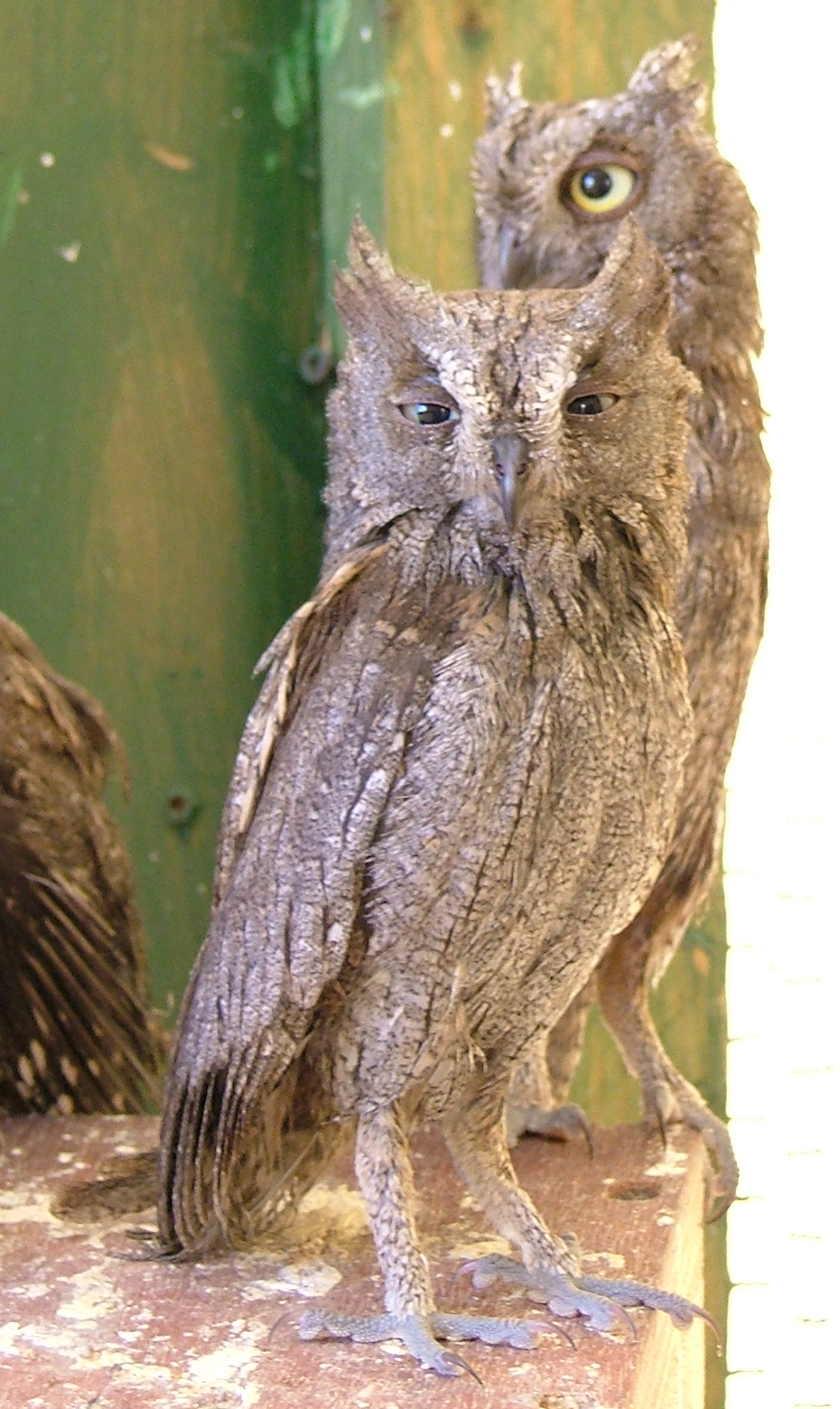
Совка, яка, можливо, надихнула римлян на вигадку стрикса

Стрікс (з дав.-гр. «сова») — нічний птах з римської міфології, який харчувався людською плоттю та кров'ю.

## Античність
Найдавніша згадка про стрікса містилася у втраченій праці Беуса під назвою «Походження птахів», фрагменти якої збереглися у «Метаморфозах» Антоніна Ліберала. Беус розповідає про Поліфонту та її синів Агріуса та Ореюса, яких покарали за канібалізм. Поліфонту, зокрема, перетворили на стрікса, «який, висячи головою до низу, кричить щоночі без їжі та питва, а також є провісником війни та міжусобиць». Перша латинська письмова згадка зустрічається у Тита Макція Плавта у комедії «Псевдоп», яка датується 191 роком до н. е. Горацій у творі «Епод» вказує на магічні якості стрікса: його перо є інгредієнтом для любовного зілля. Луцій Анней Сенека у трагедії «Божевільний Геркулес» зображує стрікса, який живе на околицях Тартара, а Овідій розповідає про напад стріксів на легендарного короля Прона та про те, як їх відігнали суничником і заспокоїли свининою (існував звичай їсти боби та бекон під час календи червня)
. Пліній у своїй «Природничій історії» зізнається про свої скупі знання істот; він, проте, вказує на те, що їхня назва колись використовувалася як лайка, а також на те, що історії про вигодовування молодняка є вигадкою, адже серед птахів лиш кажан вигодовує молодняк грудьми .

## Середньовіччя
Термін «стрикс» перекочував у епоху Середньовіччя, де асоціювався з відьмами.

## У сучасній культурі
- Батальйон безпілотних систем 47 ОМБР  Маґура,  має назву СТРІКС після перейменування з назви Strike Drone Company у 2025 році.
- У відеогрі Ash of Gods: Redemption стриксом названий магічний камінь.
- У 3-му сезоні серіалу «Первородні» таку назву має група стародавніх вампірів, очолювана Тристаном де Мартелем; антагоністи клану Майклсонів.